# Roger LaVerne Smith
Roger LaVerne Smith (South Gate, 18 de dezembro de 1932 - Los Angeles, 4 de junho de 2017) foi um ator e roteirista estadunidense. Ficou conhecido pelo protagonismo na série de televisão "77 Sunset Strip" e na série cômica "Mister Roberts".
Seu início de carreira foi no programa de rádio e TV "The Original Amateur Hour", em 1948. Sua estréia no cinema foi no filme da Paramount Pictures, "O Homem das Mil Caras", de 1957.
Casado com a atriz Ann-Margret, em junho de 2017 morreu em decorrência de problemas neurológicos.